# Magnus-effektus

A Magnus-effektus egy „nyesett labda” példáján

A Magnus-effektus vagy “Magnus-hatás” a folyadékok mechanikájába sorolható jelenség, mely akkor lép fel, ha egy forgó test halad valóságos közegben, ekkor a haladási irányára merőlegesen egy erő lép fel, mely abba az irányba mutat, ahol a forgó test felületén a legnagyobb a közeg helyi sebessége. 
A jelenség hasonló a szárnyprofilra ható felhajtóerő keletkezéséhez, a különbség abban áll, hogy a test körüli örvényt nem a test alakja, hanem a forgása kelti. A jelenséget Heinrich Magnus írta le először, 1853-ban.

## A jelenség magyarázata
Forgást nem végző henger valamilyen közegben haladásakor közegellenállás lép fel, mely erő a test sebességével ellentétes irányban hat. Ha ugyanez a test forog, a súrlódás következtében a test felülete közegrészecskéket ragad magával és így cirkulációt kelt. A cirkulációs áramlásban a sebesség a felülettől távolodva csökken, a felület közvetlen közelében megegyezik a test kerületi sebességével. Ha a test henger, mely tengelye körül végez forgást, a közeg áramvonalai koncentrikus körök lesznek, melyek középpontja a henger tengelyébe esik. Az áramlásba helyezett forgó henger körül az előbb említett két áramlás szuperpozíciója alakul ki. Ahol az örvény sebessége és a szimmetrikus áramlás (haladás) sebessége egyirányú, az eredő sebesség a két sebességkomponens összege, az ellentétes irányú sebességek eredője a kettő különbsége. Bernoulli törvénye értelmében a közeg nyomása lecsökken, ha sebessége megnő. A nagyobb közegsebességű és kisebb sebességű oldal között tehát nyomáskülönbség lép fel, mely az áramlás irányára merőleges felhajtóerőben jelentkezik.

## Az eltérítő erő nagysága
A felhajtóerő nagyságát a Kutta–Zsukovszkij-tétel adja meg:
{\displaystyle F=\rho v_{\infty }b\Gamma \,},
ahol
{\displaystyle b\,} a henger magassága,
{\displaystyle \Gamma =\oint vds\,} a cirkuláció, tetszőleges zárt görbe mentén végezve az integrálást.
Ha a cirkuláció számítását a forgó henger felszínén végezzük:
{\displaystyle \Gamma =\omega r2\pi r\,},
és a felhajtóerő:
{\displaystyle F=\rho v_{\infty }\omega 2\pi \ r^{2}b},
ahol
{\displaystyle r\,} a henger sugara.
A felhajtóerő szokásos képlete a felhajtóerő tényezővel írható fel:
{\displaystyle F=c_{y}{\frac {\rho }{2}}v_{\infty }^{2}2rb},
A felhajtóerőre kapott két kifejezés összevetésével a Magnus-effektus elméleti felhajtóerő tényezője:
{\displaystyle c_{y}=2\pi {\omega r \over v_{\infty }}}

## A Magnus-effektus gyakorlati jelentősége

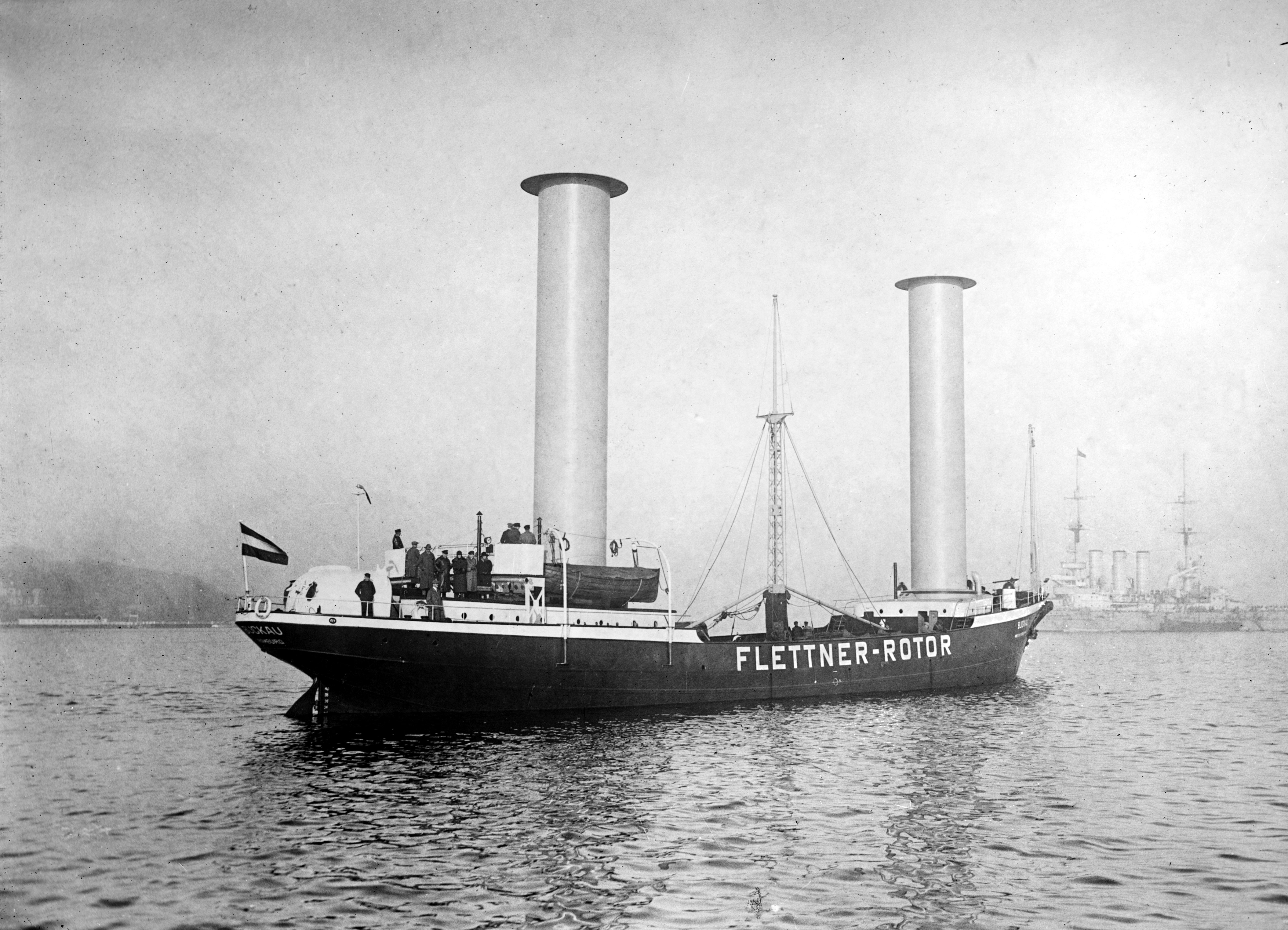
A Buckau hajó Flettner-rotorokkal

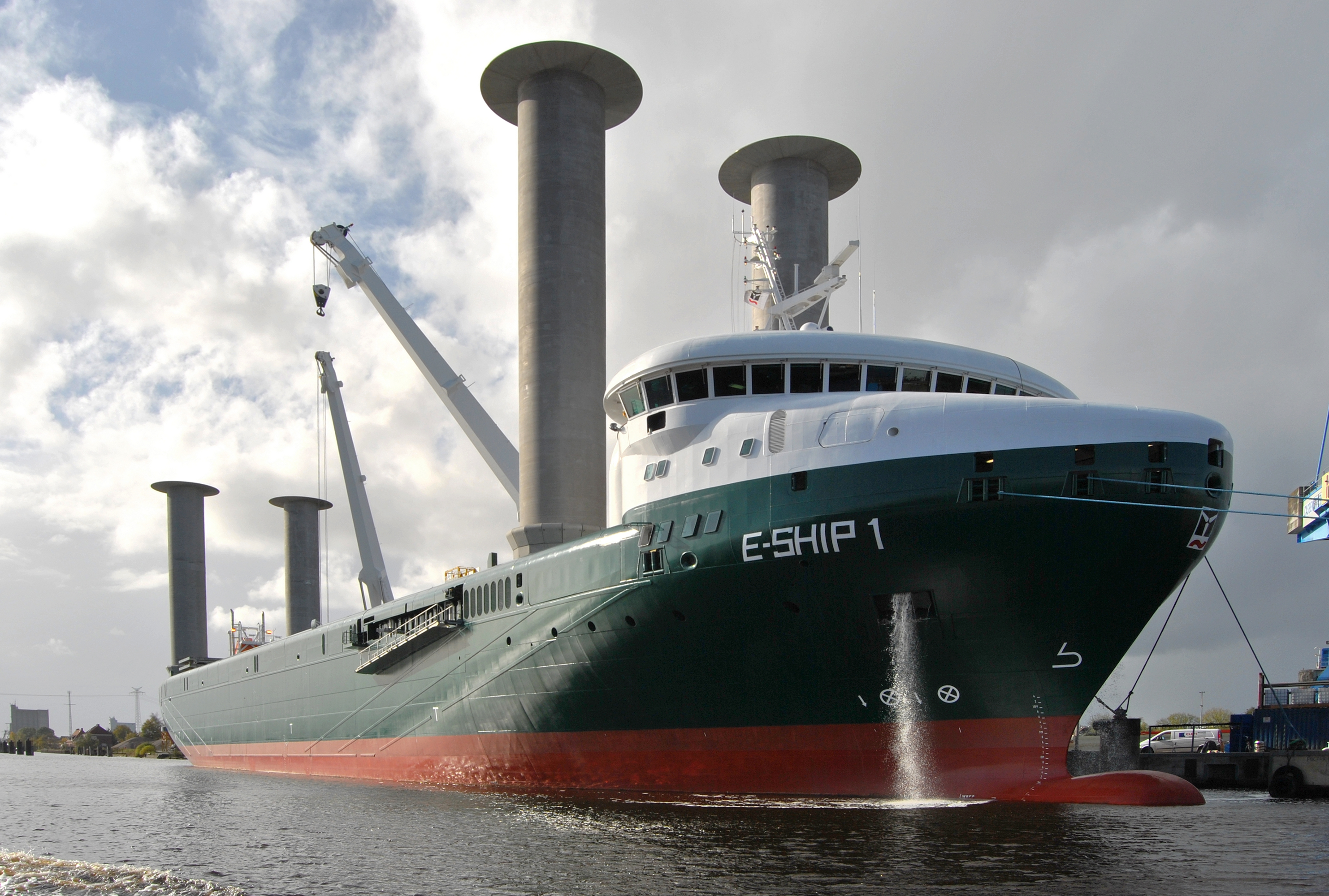
A 2010-ben épített E-Ship 1 Flettner-rotorokkal

A Magnus-effektus legismertebb következménye a „nyesett labda” görbe pályája. Ha a labdát úgy rúgják el (ütik, dobják), hogy közben a játékos meg is pörgeti, a pálya nem lesz a függőleges síkban maradó parabola (vagy pontosabban ballisztikus görbe) alakú, mint ahogy az ellenfél számít rá, hanem oldalirányban is eltér. Így például olyan védőjátékost is ki tud kerülni, aki meg tudná akadályozni a labda célba juttatását. 
A tüzérségi lövedékek stabilizálásának régóta használt módja a lövedék tengely körüli megforgatása, mellyel elkerülhető a röppálya alatti bukdácsolás és így a találati pontosság javítható. Az oldalirányú szél azonban a Magnus-effektus miatt eltéríti a lövedéket eredeti irányától, ezért azt a lövedék kilövése előtt, a kilövési irány beállításakor figyelembe kell venni.

### Flettner-rotor
Anton Flettner német mérnök találmánya a Flettner-rotor. Ez egy függőleges tengelyű, magas, motorral forgatható henger, melyet hajókon kívánt használni a hagyományos vitorlák helyett. Ilyen hajó elsősorban kísérleti jelleggel több is épült, többek között a Buckau (1924), a Barbara (1930) és az Alcyone (1985). Az elgondolás lényege az volt, hogy kis teljesítményű motorokkal forgatott hengerekkel a vitorláshajókhoz hasonlóan olcsó hajtóerőként lehet kihasználni a szél energiáját. A kísérleti utak műszakilag igazolták Flettner elképzelésének helyességét, azonban a vállalkozás nem bizonyult kifizetődőnek és a tervező érdeklődése más területek felé fordult.
Flettner készített olyan repülőgépet is, melynél a szárnyat forgó henger helyettesítette.

## Külső hivatkozások
- Analytic Functions, The Magnus Effect, and Wings - Analitikus függvények, Magnus-effektus és szárnyak
- A Magnus-effektus
- Hogy repül egy lövedék?
- Magnus-effektus repülőgép szárny helyett